# Claudia Zwiers
Claudia Zwiers (Haarlem, 23 de noviembre de 1973) es una deportista neerlandesa que compitió en judo.
Participó en los Juegos Olímpicos de Atlanta 1996, obteniendo una medalla de bronce en la categoría de –66 kg. Ganó una medalla de bronce en el Campeonato Mundial de Judo de 2005 y seis medallas en el Campeonato Europeo de Judo entre los años 1993 y 2002.

## Palmarés internacional
| Juegos Olímpicos   | Juegos Olímpicos         | Juegos Olímpicos  | Juegos Olímpicos |
| Año                | Lugar                    | Medalla           | Categoría        |
| ------------------ | ------------------------ | ----------------- | ---------------- |
| 1996               | Atlanta (Estados Unidos) | Medalla de bronce | –66 kg           |
| Campeonato Mundial |                          |                   |                  |
| Año                | Lugar                    | Medalla           | Categoría        |
| 2005               | El Cairo (Egipto)        | Medalla de bronce | –78 kg           |
| Campeonato Europeo |                          |                   |                  |
| Año                | Lugar                    | Medalla           | Categoría        |
| 1993               | Atenas (Grecia)          | Medalla de bronce | –66 kg           |
| 1994               | Gdańsk (Polonia)         | Medalla de bronce | –66 kg           |
| 1996               | La Haya (Países Bajos)   | Medalla de oro    | –66 kg           |
| 1997               | Ostende (Bélgica)        | Medalla de bronce | –66 kg           |
| 2001               | París (Francia)          | Medalla de bronce | –78 kg           |
| 2002               | Maribor (Eslovenia)      | Medalla de bronce | –78 kg           |